# پسوج
پسوج روستایی است در دهستان القورات از توابع بخش مرکزی شهرستان بیرجند، واقع در استان خراسان جنوبی که بر پایه سرشماری عمومی نفوس و مسکن در سال ۱۳۹۵ جمعیت این روستا ۵۶ نفر (در ۲۳ خانوار) و در سال ۱۳۸۵ نیز ۷۲ نفر (در ۲۷ خانوار) بوده‌است.